# ريكي هولمز
ريكي هولمز (بالإنجليزية: Ricky Holmes)‏ (19 يونيو 1987 في المملكة المتحدة - ) هو لاعب كرة قدم بريطاني في مركز جناح ‏. شارك مع منتخب إنجلترا لكرة القدم C ‏. أما مع النوادي، فقد لعب مع نادي بارنت ونادي بورتسموث ونادي نورثامبتون تاون ونادي تشيلمسفورد.

## وصلات خارجية
- ريكي هولمز على موقع قاعدة بيانات كرة القدم.إي يو (الإنجليزية)
- ريكي هولمز على موقع Soccerbase.com (لاعب) (الإنجليزية)